# Adriano Correia de Oliveira
Adriano Maria Correia Gomes de Oliveira (* 9. April 1942 in Porto; † 16. Oktober 1982 in Avintes) war ein portugiesischer Komponist und Sänger des Protestliedes und des Fado de Coimbra.

## Biografie
Er ist in einer traditionellen und katholischen Weinbau- und Bäckersfamilie aufgewachsen. 1959 begann er ein Studium der Rechtswissenschaft an der Universität Coimbra. Er entwickelte dort ausgeprägte sportliche Aktivitäten, besonders im Volleyball, wo er in die Nationalmannschaft berufen wurde. Ebenso engagierte er sich kulturell in verschiedenen Musik- und Theatergruppen an der Universität, und zunehmend auch politisch. Beeinflusst durch einen Mitbewohner seiner República, den traditionellen studentischen Wohngemeinschafts-Häusern Coimbras, begann er, Fado de Coimbra zu singen.
1960 nahm er seine erste Schallplatte auf. Ab 1961 entdeckte er die Poesie Manuel Alegres. Nach einem Jahr an der rechtswissenschaftlichen Fakultät der Universität Lissabon kehrte er nach Coimbra zurück, wo er in die República Rás-Te-Parta einzog, in der bereits politische Aktivisten lebten. 1963 schloss er sich der verbotenen Studentengewerkschaft (Movimento Sindical Estudantil) an. Unzufrieden mit der Konformität der studentischen Traditionen, begann er, mit den traditionellen Liedformen aktuelle gesellschaftliche Probleme zu besingen. Noch im gleichen Jahr veröffentlichte er die EP Trova do Vento que Passa („Weise des vorbeiziehenden Windes“), mit Texten von Manuel Alegre und Musik von António Portugal. Besonders das Titelstück hatte sich nach der ersten Studentenkrise 1961/1962 zu einer Hymne der Studentenbewegung entwickelt. Die Schallplatte war die erste, die dem Protestlied im repressiven Portugal der António-de-Oliveira-Salazar-Diktatur zugeordnet werden konnte, und sie markierte eine neue Entwicklung im Fado de Coimbra, der nun auch kritische Töne annahm.
Oliveira adaptierte nun auch traditionelle Volkslieder, und zwischen 1964 und 1970 sang er studentische Balladen nur von einer Gitarre begleitet, was ihn vom traditionellen Fado de Coimbra abhob. 1966 heiratete er und zog nach Lissabon, wo er sein Jurastudium wieder aufnahm. Von 1967 bis 1970 musste er sein Studium abermals unterbrechen, um der Wehrpflicht seines Landes nachzukommen, das sich seit 1961 zunehmend im Portugiesischen Kolonialkrieg verstrickte. Er wurde in einem Kavallerieregiment in Santarém stationiert, wo eine spätere Hauptfigur der Nelkenrevolution, Hauptmann Salgueiro Maia, sein Ausbilder wurde. Nach seinem Militärdienst nahm er sein Jurastudium abermals auf, brach es aber endgültig ab, um eine Anstellung im Pressebüro der Lissabonner Messe Feira Internacional de Lisboa anzunehmen. Dort blieb er angestellt bis zur Nelkenrevolution am 25. April 1974, um sich danach ausschließlich der Musik zu widmen, nun befreit von Zensur und Repression. Sein Album Que nunca mais („Auf dass niemals wieder“) zeichnete sich 1975 durch eine für Oliveira neuartige Vielfalt an Stilen aus. Unter Mitwirkung von Musikern wie Júlio Pereira, Carlos Paredes oder Vitorino, und mit Einflüssen von Blues, Rock und traditioneller portugiesischer und afrikanischer Musik entstanden, wurde das Album ein kommerzieller Erfolg und erhielt von der britischen Musikzeitschrift Music Week 1975 die Auszeichnung Artist of the year.
In seinen nächsten Aufnahmen wandte er sich besonders den Volksliedern zu und interpretierte sie neu. Er war bereits als Student der kommunistischen Partei Portugals (Partido Comunista Português) beigetreten. Nachdem sich das bürgerliche Lager innerhalb der Revolution seit November 1975 durchgesetzt hatte, nahm die Enttäuschung bei Oliveira über die Entwicklung der portugiesischen Gesellschaft zu. Er war 1979 an der Gründung der Künstler-Kooperative Cantar Abril („den April besingen“, gemeint ist die Revolution) beteiligt, wurde aber 1981 bei nur zwei Gegenstimmen (des Sängers Carlos do Carmo und des Dichters Manuel Branco) ausgeschlossen. Einer der  Gründe war sein nicht abgeführter zehnter Teil der Gagen, wie es die Statuten der Kooperative vorsahen. Er schloss sich in der Folge der Kooperative Era Nova („Neue Ära“) von José Mário Branco, Sérgio Godinho u. a. an. Verstärkt durch private und familiäre Probleme, verfiel er zunehmend dem Alkoholismus. Auch gelang es ihm nicht, sich auf die Anforderungen an einen professionellen Berufs-Sänger einzustellen. 1982 starb er im Haus seiner Mutter an einer Speiseröhrenblutung.

## Diskografie

### Alben
- 1967: Adriano Correia de Oliveira (ORFEU XYZ 104)
- 1969: O Canto e as Armas (ORFEU STAT 003)
- 1970: Cantaremos (ORFEU STAT 007)
- 1971: Gente de aqui e de agora (ORFEU STAT 010)
- 1973: Fados de Coimbra (Zusammenstellung)
- 1975: Que nunca mais (ORFEU STAT 033)
- 1980: Cantigas Portuguesas (ORFEU STAT 067)
- 1982: Memória de Adriano (Zusammenstellung)
- 1994: Obra Completa (7CD-Box, Werkschau)
- 2007: Adriano Aqui e Agora – O Tributo SL 1177-2 (CD+DVD, Tribut-Projekt verschiedener Musiker)

### Singles & EPs
- 1960: Noite de Coimbra [Fado da Mentira/Balada dos Sinos/Canta Coração/Chula] Atep 6025
- 1961: Balada do Estudante [Fado da Promessa/Fado dos Olhos Claros/Contemplação/Balada do Estudante] Atep 6033
- 1961: Fados de Coimbra [Canção dos Fornos/Balada da Esperança/Trova do Amor Lusíada/Fado do Fim do Ano] Atep 6035
- 1962: Fados de Coimbra [Minha Mãe/Prece/Senhora, Partem Tão Tristes/Desengano] Atep 6077
- 1963: Trova do vento que Passa [Trova do Vento que Passa/Pensamento/Capa Negra, Rosa Negra/Trova do Amor Lusíada] Atep 6097
- 1964: Adriano Correia de Oliveira [Lira/Canção da Beira Baixa/Charama/Para que Quero Eu Olhos] Atep 6274
- 1964: Menina dos Olhos Tristes [Menina dos Olhos Tristes/Erguem-se Muros/Canção com Lágrimas/Canção do Soldado] Atep 6275
- 1967: Elegia [Elegia/Barcas Novas/Pátria/Pescador do Rio Triste] Atep 6175
- 1968: Adriano Correia de Oliveira [Para que Quero Eu Olhos/Canção da Terceira/Sou Barco/Exílio] Atep 6197
- 1968: Rosa de Sangue Atep 6237
- 1971: Cantar de Emigração Atep 6400
- 1971: Trova do Vento Que Passa nº2 Atep 6374
- 1972: Lágrima de Preta Atep 6434
- 1972: Batalha de Alcácer-Quibir Atep 6457
- 1973: O Senhor Morgado Atep 6542
- 1974: A Vila de Alvito Atep 6588
- 1976: Para Rosália Atep 6604
- 1978: Notícias de Abril [Se Vossa Excelência.../Em Trás-os-Montes à Tarde] KSAT 633